# Everything Is Borrowed
Everything Is Borrowed – czwarty album studyjny brytyjskiego rapera The Streets, którego premiera w Wielkiej Brytanii miała miejsce 15 września 2008 roku, a w Stanach Zjednoczonych 7 października 2008
Pierwszym singlem promującym płytę jest utwór, o tym samym tytule co płyta - "Everything Is Borrowed". Został on wydany 29 września 2008 r. Drugim singlem jest "Heaven For the Weather". Jego premiera miała miejsce w listopadzie 2008 roku.

## Lista utworów
1. "Everything Is Borrowed"
2. "Heaven For the Weather"
3. "I Love You More (Than You Like Me)"
4. "The Way of the Dodo"
5. "On the Flip of a Coin"
6. "On the Edge of a Cliff"
7. "Never Give In"
8. "The Sherry End"
9. "Alleged Legends"
10. "Strongest Person I Know"
11. "The Escapist"